# グルドン (アルプ＝マリティーム県)
グルドン （Gourdon）は、フランス、プロヴァンス＝アルプ＝コート・ダジュール地域圏、アルプ＝マリティーム県のコミューン。フランスの最も美しい村に登録されているコミューンの1つである。

## 地理

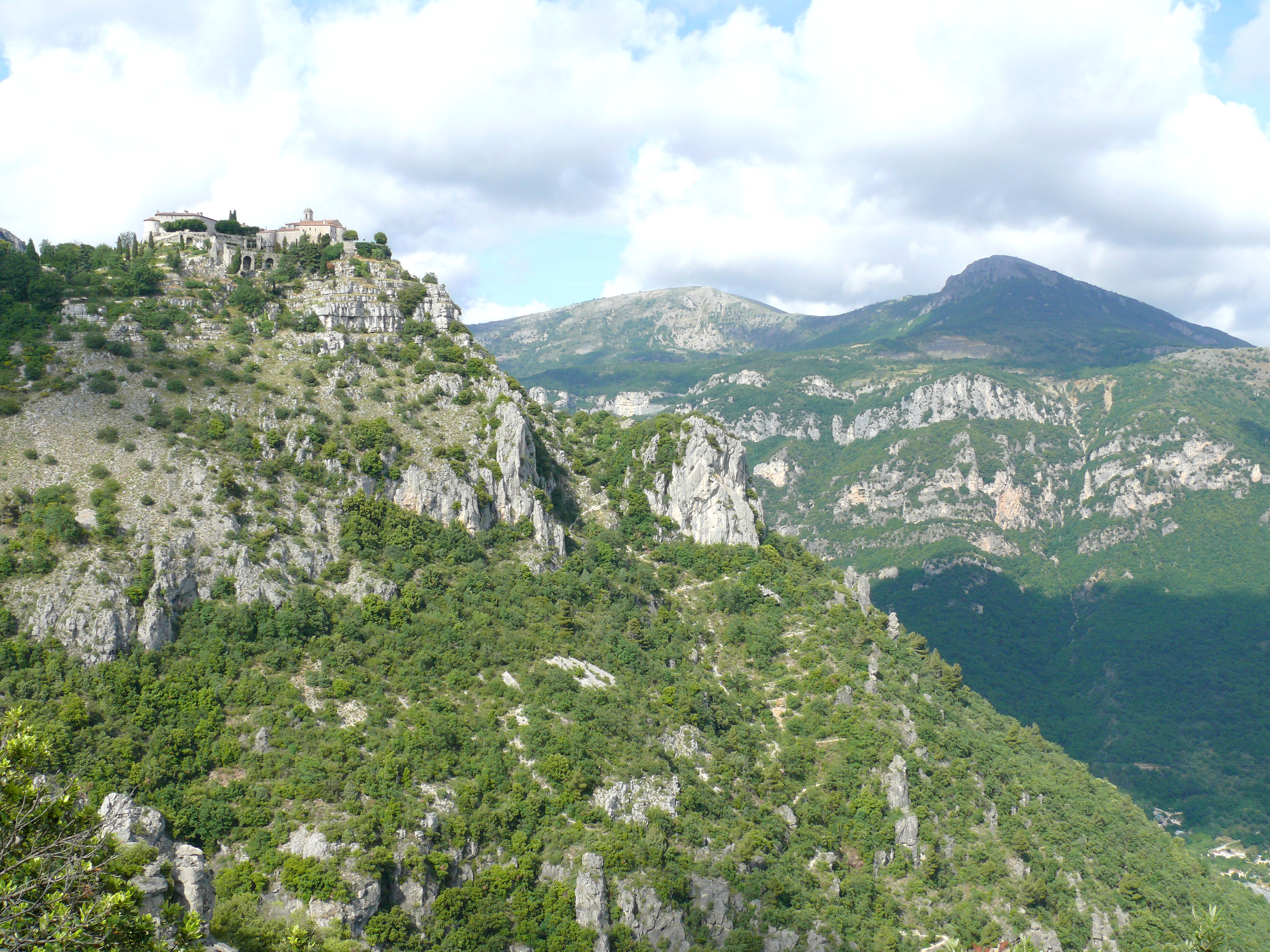
地上から近づくに容易でない岩山の上のあるグルドン

グルドンの村は標高760mの目もくらむような山の頂上に腰掛けるようにしてあり、ルー川の谷を見下ろす。この地形から『鷹の巣』と呼ばれる。

## 歴史
グルドンの村は、その戦略的な位置によって1000年もの間他に例を見ない天然の防御の地であった。村の軍事史は、二重の壁を備えたローマ時代の駐屯地跡、オッピドゥム、そして広場の北側を守る塔を備えた壁しか残っていない。ロマネスク様式の門は村への行き来を保証するものであったが20世紀初頭に壊されている。中世の城は1950年から一般公開されている。
一部の歴史家たちは、現在の村の位置にはかつて城があったと信じている。当時の村はここから2km離れた、現在のサン・ヴァンサン礼拝堂の近くに見られるが現在は廃墟となっている。
初めてこの地について触れられたのは1035年、Gordoneとしてであった。プロヴァンス伯によって12世紀に再建された城は、9世紀、10世紀に建設された城を基盤としていた。1235年まで城はプロヴァンス伯のものだった。やがてプロヴァンス伯レーモン・ベランジェ4世が城を寄付した。1235年4月、グラース・ド・バール家が城を財産とした。

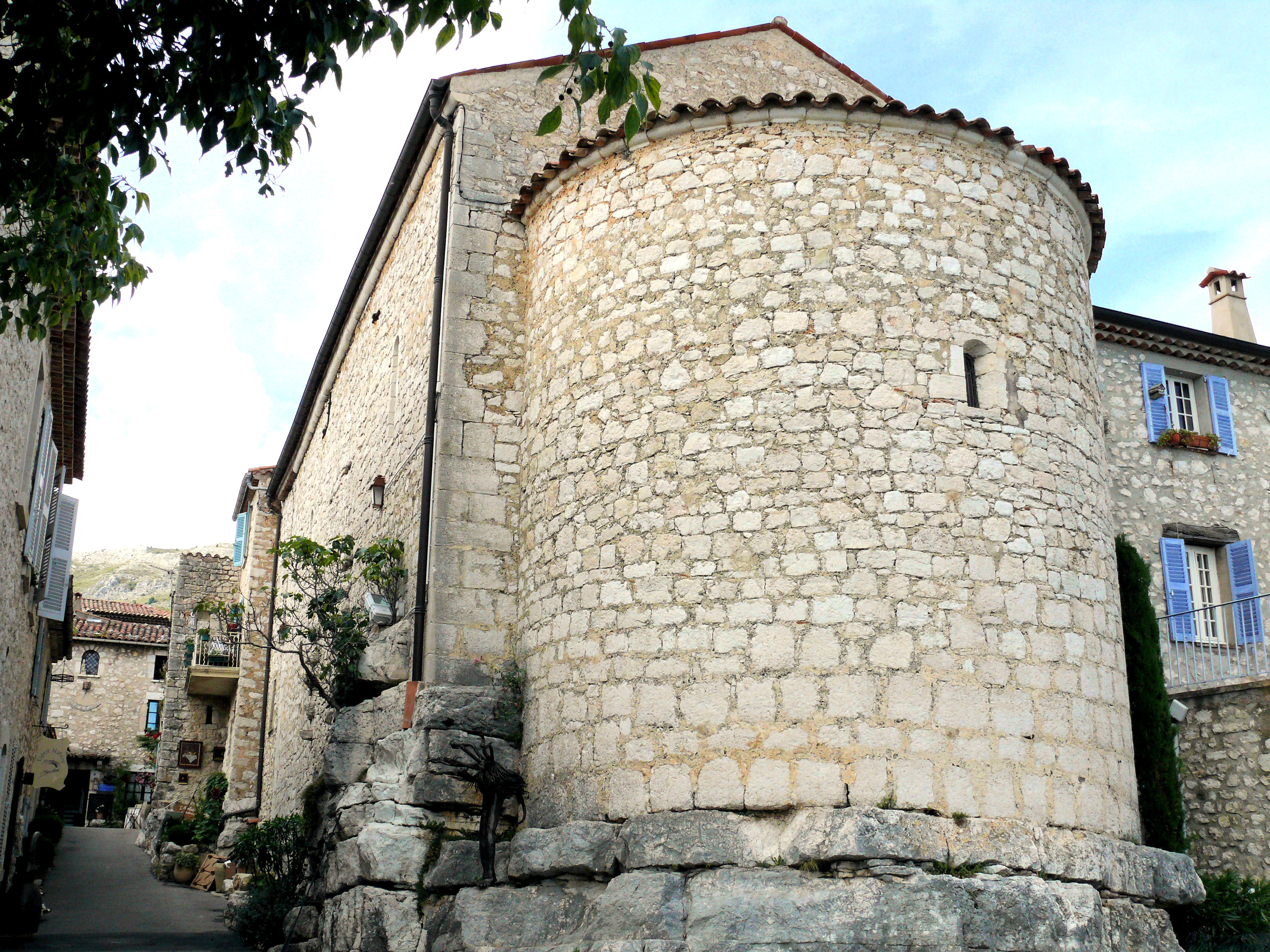
教会の後陣

ナポリ女王ジョヴァンナ1世の死によって、彼女が兼ねていたプロヴァンス伯位の継承危機が起きた。エクス同盟の都市たちはルイ1世・ダンジューに対してドゥラッツォ公カルロ（ジョヴァンニ・ディ・ドゥラッツォの子。ジョヴァンナ1世の妹マリアの夫）を支持した。その後1387年10月、エクス＝アン＝プロヴァンスはカルロ支持者グルドン領主エリオン・ド・ヴィルヌーヴの元へ急いで集結し従った。彼は数年間カルロを支持し続けたが、エリオンはバレーム領主、ロクブリュヌ領主である弟2人とともにアンジュー派に加わった。そして1388年1月、ルイ1世・ダンジューの未亡人マリー・ド・ブロワ＝シャティヨンとの間に和平憲章を締結、当時10歳であったルイ2世・ダンジューに臣従を誓った。1389年、グルドン領主の位は婚姻によってヴィルヌーヌ・フレヨスク家へ渡った。
1469年、ルイ・ド・ヴィルヌーヴは村の住民たちから臣従を受けていた。1495年、フランス王シャルル7世は領主の権限を確認した。1550年、婚姻によってアスプルモンのボリリョーヌ家に城が渡った。

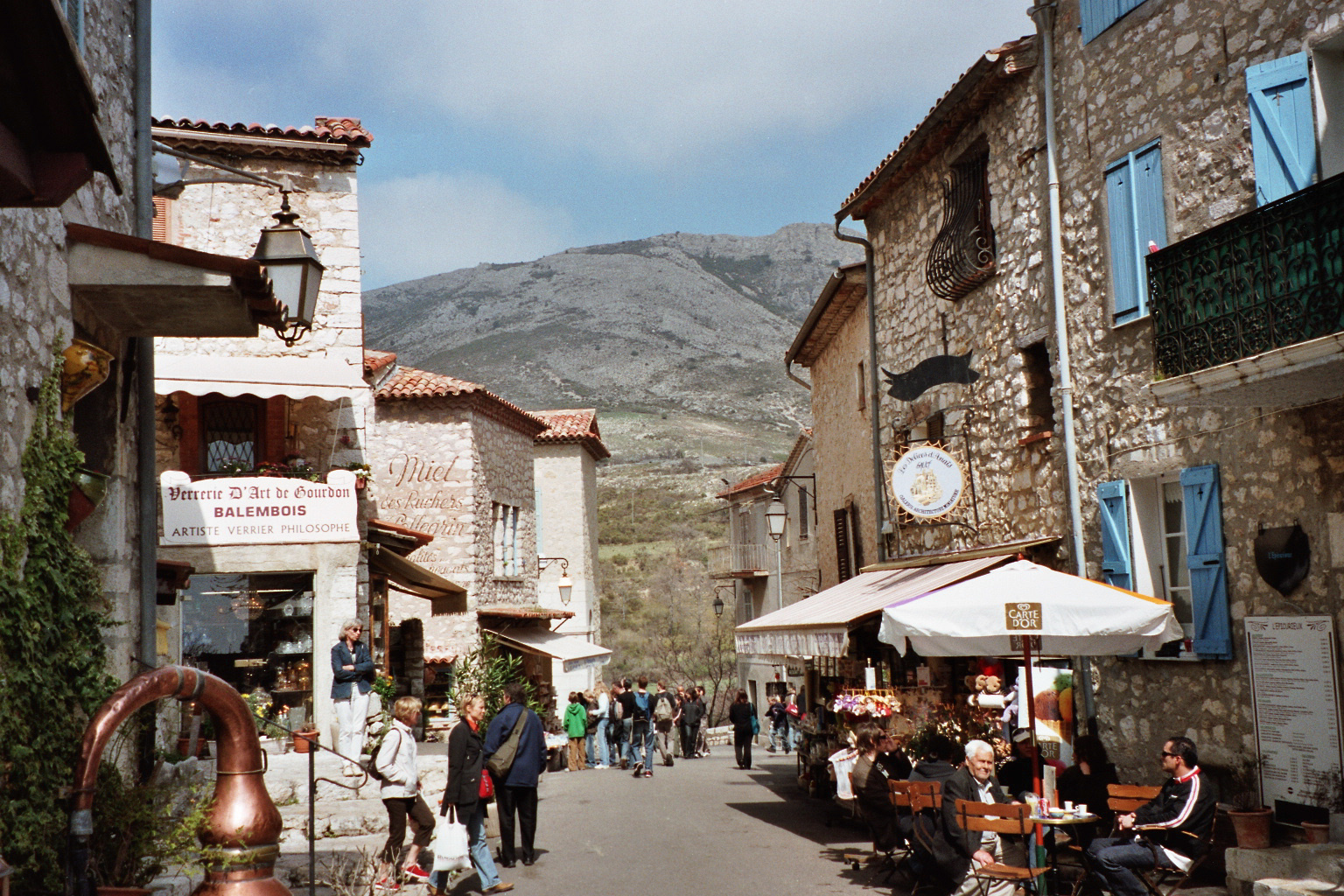
村の中心部

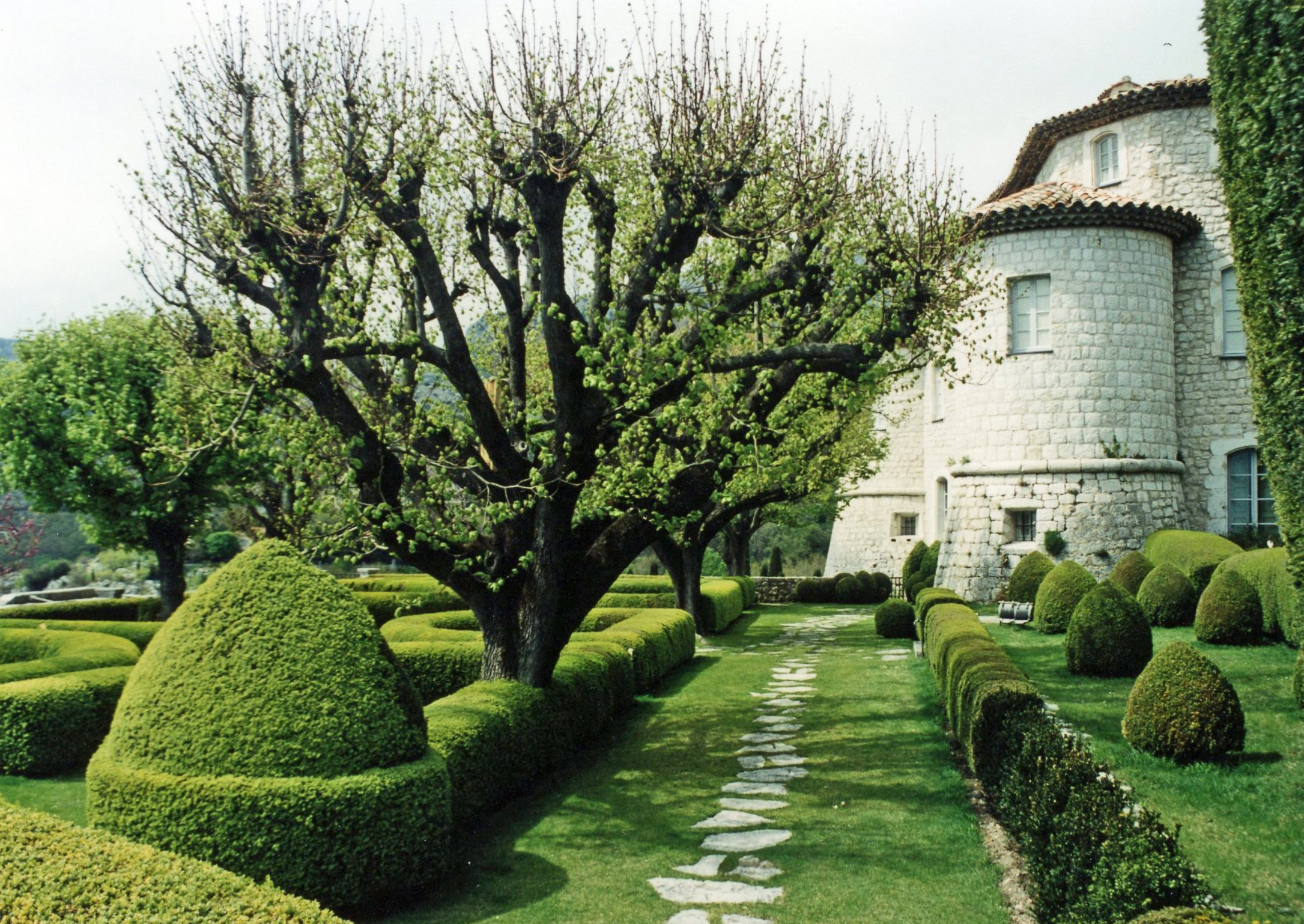
グルドン城

ユグノー戦争時代の1584年、カノー領主アンリ・シャルル・ド・グラースはリーグ派に抵抗した。
1598年、アスプルモンは領主権を12000エキュでルイ・ド・ロンバールへ売却した。ルイ・ド・ロンバールは古い城を壊し、1610年に再建した。教会に付属されていた礼拝堂は村の教区教会となった。1653年、城に2階が付け足された。1654年、グルドン領主はガブリエル・グリマルディを妻に迎えた。
フランス革命時代、城主ジャン・ポール1世・ド・ロンバールは自由思想の持ち主だったので王党派に加わらなかった。城は破壊されずに塔が低くされて残され、2階は壊されたが1階が残された。
1815年、進軍してきたオーストリア軍が城に被害を与えた。
1809年から1820年まで、ジャン・ポール2世・ド・ロンバールがグルドンの首長を務めた。1820年にジャン・ポール2世が亡くなると、遠縁のヴィルヌーヴ・バルジュモン侯爵が城を相続した。彼は城を荒れた状態で放置した。
1891年4月19日、イギリス女王ヴィクトリアがグルドンを訪問した。女王の名は、海岸までのパノラマが眺められる、村の広場に残っている。
1907年11月22日、ルー峡谷で道路建設作業中に落石が発生し17人が死亡した。建設作業が終了するまで、全ての交通は村に通じる2本の狭く険しい山道を通るしかなく、荷物は家畜の背に乗せなければならなかった。
1909年4月28日、フランス大統領アルマン・ファリエールが首相ジョルジュ・クレマンソーに伴われてグルドンを訪問した。
1918年、アメリカ人女性ノリス嬢がグルドン城を購入した。彼女は城を元の状態に復元するよう努めた。
1944年8月24日、ドイツ軍がプロヴァンス鉄道の橋であるポン・デュ・ルーを爆破した。

## 人口統計
| 1962年 | 1968年 | 1975年 | 1982年 | 1990年 | 1999年 | 2006年 | 2010年 |
| ------ | ------ | ------ | ------ | ------ | ------ | ------ | ------ |
| 216    | 242    | 254    | 231    | 294    | 379    | 437    | 426    |

参照元:1999年までEHESS、2000年以降INSEE